# Vallarsa
Vallarsa – miejscowość i gmina we Włoszech, w regionie Trydent-Górna Adyga, w prowincji Trydent.
Według danych na rok 2004 gminę zamieszkiwały 1392 osoby, 17,8 os./km².